# Pérotin
Pérotin (Perotinus, Perotinus Magnus, Magister Perotinus) je bio francuski skladatelj koji je djelovao u Parizu oko 1200. godine. Skladao je srednjovjekovne forme organum, conductus i vjerojatno motete, od kojih je sedam sačuvano u rukopisima 12. i 13. stoljeća. Suvremeni muzikolozi pripisuju mu još niz skladbi. Najvjerojatnije je djelovao kao glazbenik u pariškoj katedrali Notre-Dame kao, uz Léonina, najistaknutiji predstavnik tzv. škole Notre-Dame, koja prethodi stilu ars antiqua. Njegov rad navode glazbeni teoretičari 13. stoljeća Johannes de Garlandia i tzv. Anonim IV., koji ga spominje kao najboljega skladatelja organuma (optimus organista). Pripisuje mu se prva četveroglasna skladba u povijesti europske umjetničke glazbe, Vidješe svi (Viderunt omnes), iz 1198. Revidirao je Léoninovu Veliku knjigu organuma nadomještajući djelomice starije dvoglasne skladbe (organum purum) novim, katkad troglasnim i četveroglasnim oblicima.